# Pollachius virens

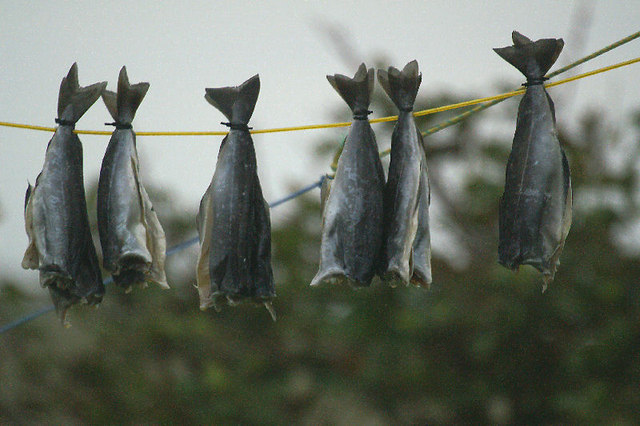
Forma de consumo do pollachius virens nas Ilhas Shetland.

O Pollachius virens (badejo ou escamudo) é uma espécie de peixe marinho pertencente ao gênero Pollachius (escamudo). A espécie é conhecida cientificamente por Pollachius virens (Linnaeus, 1758, Syst.Nat., ed. 10:254). É uma espécie de água fria, o que significa que é mais comum nas águas mais frias do norte do Mar do Norte, especialmente ao norte das Ilhas Britânicas, em todo o Mar Báltico e nas águas escandinavas e islandesas.  Existe uma população separada nas águas norte-americanas ao longo da costa leste dos EUA e Canadá.
Apesar da semelhança, não se confunde com o bacalhau (Gadus morhua) ou com o abadejo (Pollachius pollachius). Uma de suas características distintivas é a presença de uma linha longitudinal que percorre suas costas. Seu dorso é mais escuro do que o da espécie pollachius pollachius.

## Características
Trata-se de um peixe pelágico ativo, gregário e que ocorre em águas costeiras e offshore a cerca de 200 m de profundidade. Sabe-se que as migrações ocorrem especialmente no período da desova. As migrações em águas costeiras ocorrem na primavera, sendo que as de águas mais profundas ocorrem no inverno.
 Além disso, são conhecidas migrações norte-sul de longa distância, tanto na costa da Europa quanto na da América. Durante os primeiros 2-3 anos de idade, os animais permanecem em águas costeiras rasas. O crescimento é rápido: em 1 ano, ca. de 20 cm; em 2 anos, 35 cm; em 3 anos, 50 cm; em 5 anos, 60-65 cm; em 10 anos, 94-97 cm; 15 anos, 108 cm. O peixe alcança a idade máxima de 25 anos.
A desova ocorre no final do outono e inverno; no oeste do Atlântico Norte, começa em setembro e termina em março, com pico de novembro a fevereiro. As fêmeas produzem cerca de 220.000 ovos, mas em peixes grandes, a fecundidade pode chegar a 4.000.000 ovos por fêmea. Peixes menores em águas costeiras se alimentam de pequenos crustáceos (copépodes, anfípodes, euphausiids) e peixes pequenos, enquanto os maiores predam predominantemente outros peixes.
O peixe atinge quase 130 cm de comprimento total. Em média possui 30 a 110 cm.

## Sinônimos
- Gadus carbonarius (Linnaeus, 1758)[4]
- Gadus colinus (Lacepède, 1800)

Outros sinônimos na literatura:
- Merlangus virens (Linnaeus, 1758)
- Gadus carbonarius (Linnaeus, 1758)
- Merlangus carbonarius (Linnaeus, 1758)
- Pollachius carbonarius (Linnaeus, 1758)
- Gadus sey (Lacepède, 1800)
- Gadus purpureus (Mitchill, 1814)
- Merlangus purpureus (Mitchill, 1814)
- Merlangus leptocephalus (Storer, 1839)
- Pollachius carbonarius (Gill, 1863; Gill, 1864)

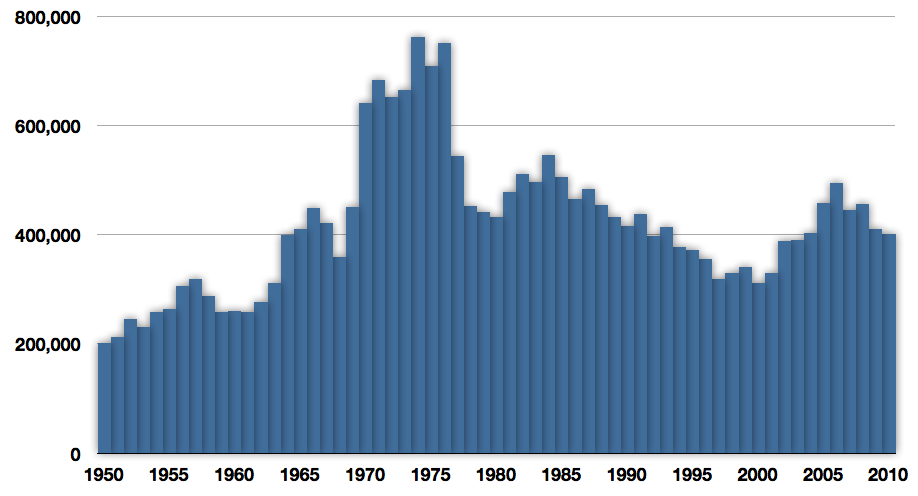
Pesca global do pollachius virens em toneladas, entre os anos de 1950 e 2010, de acordo com a FAO - Organização das Nações Unidas para Alimentação e Agricultura

## Pesca

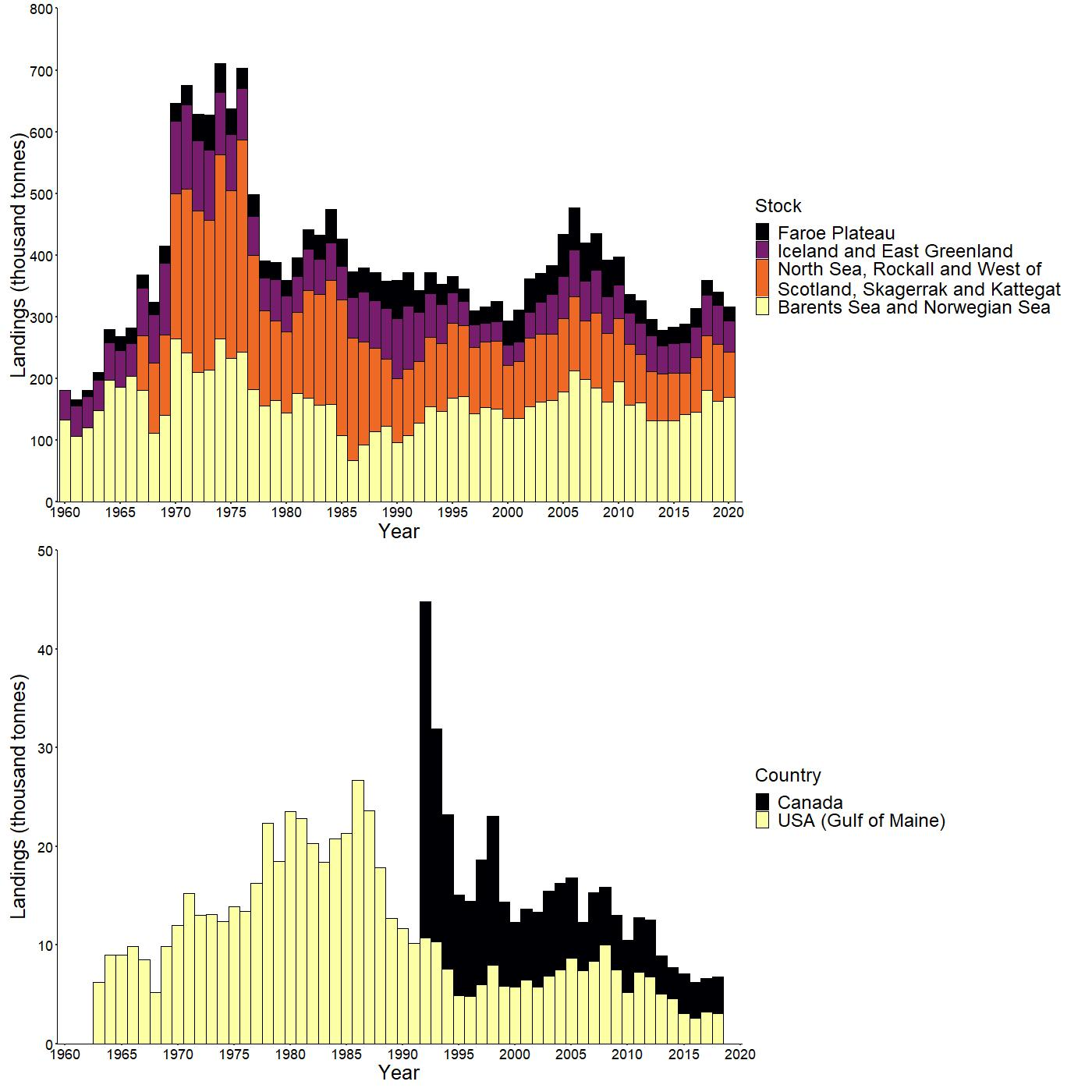
Desembarques comerciais de escamudo (Pollachius virens) no oceano Atlântico.

O escamudo é pescado o ano todo, os equipamentos mais comuns para sua captura são as redes de arrasto dinamarquesas, arrastões, palangreiros e redes de emalhar. O mesmo é frequentemente capturado na pesca de espécies mistas, junto a outras espécies de peixes de águas profundas, como o bacalhau e o abadejo. Os principais pesqueiros do Atlântico localizam-se no mar de Barents, na Islândia, nas ilhas Faroé, no mar do Norte e no mar Céltico. Todas as unidades populacionais do Atlântico norte são avaliadas pelo Conselho Internacional para a Exploração do Mar (CIEM), que publica anualmente recomendações para as capturas totais admissíveis.
O escamudo é um dos três peixes mais consumidos na Alemanha.

## Galeria

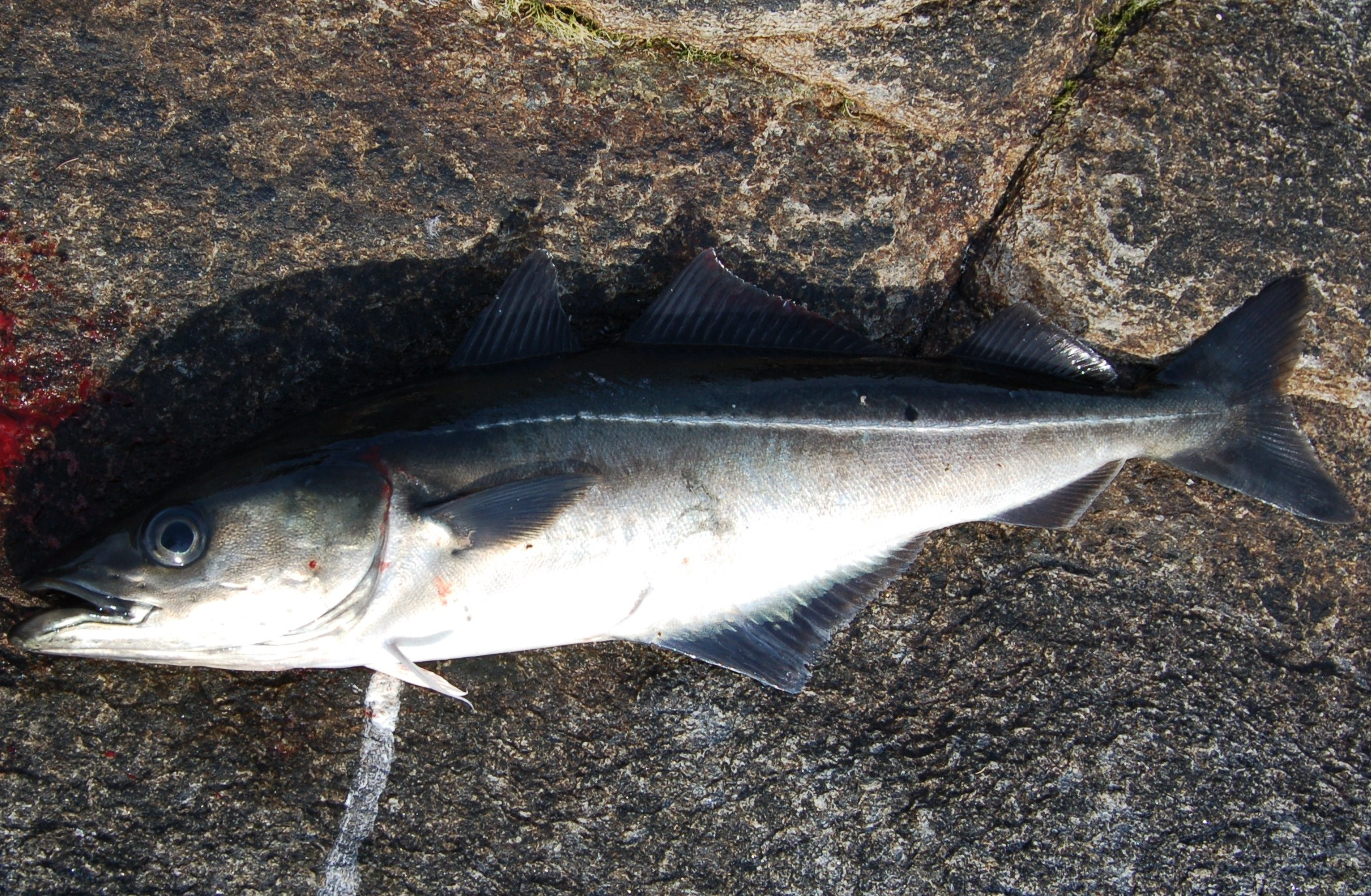
Pollachius virens pescado em Tromsø, Noruega
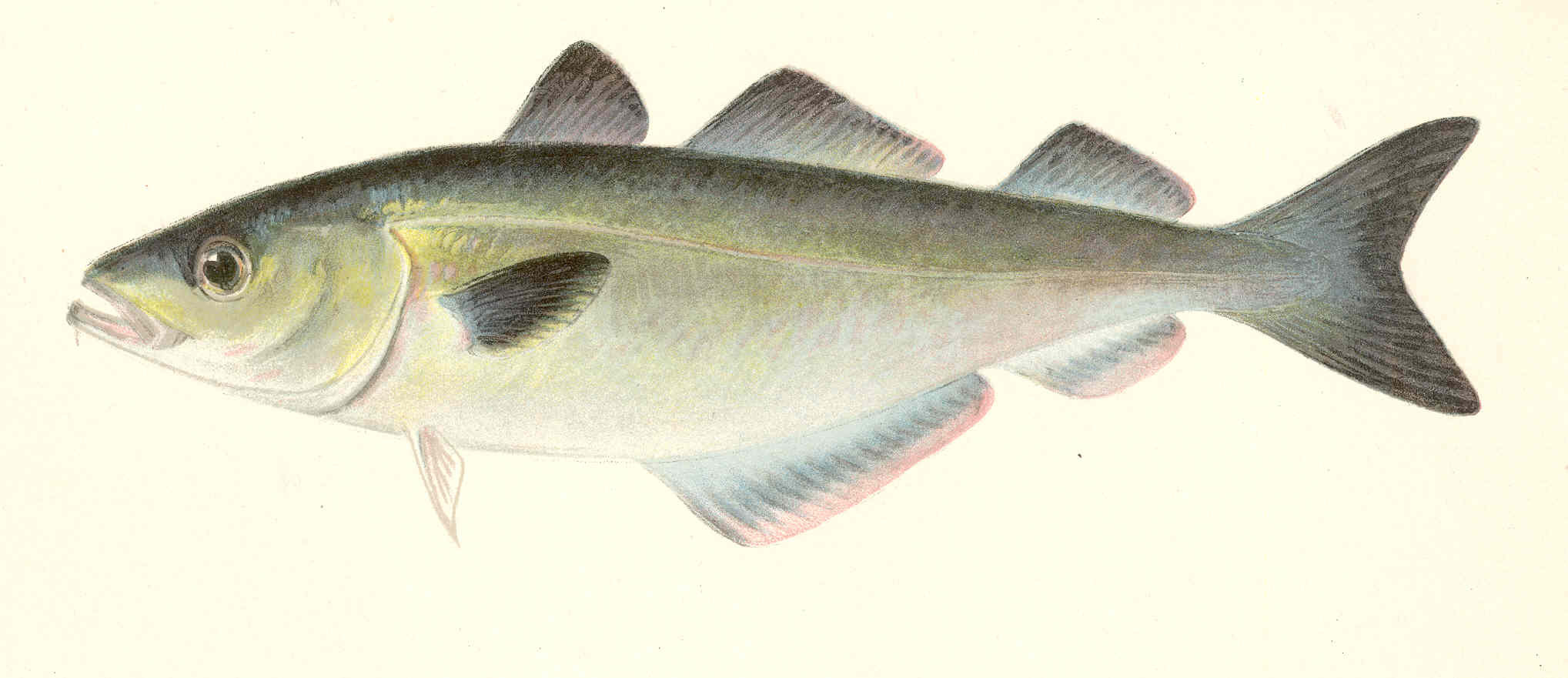
Desenho do pollachius virens pela Annual Reports of the Forest, Fish and Game Commissioner of the State of New York for 1904-1905-1906 (10th-12th), Albany, NY: J. B. Lyon Company, 1907.
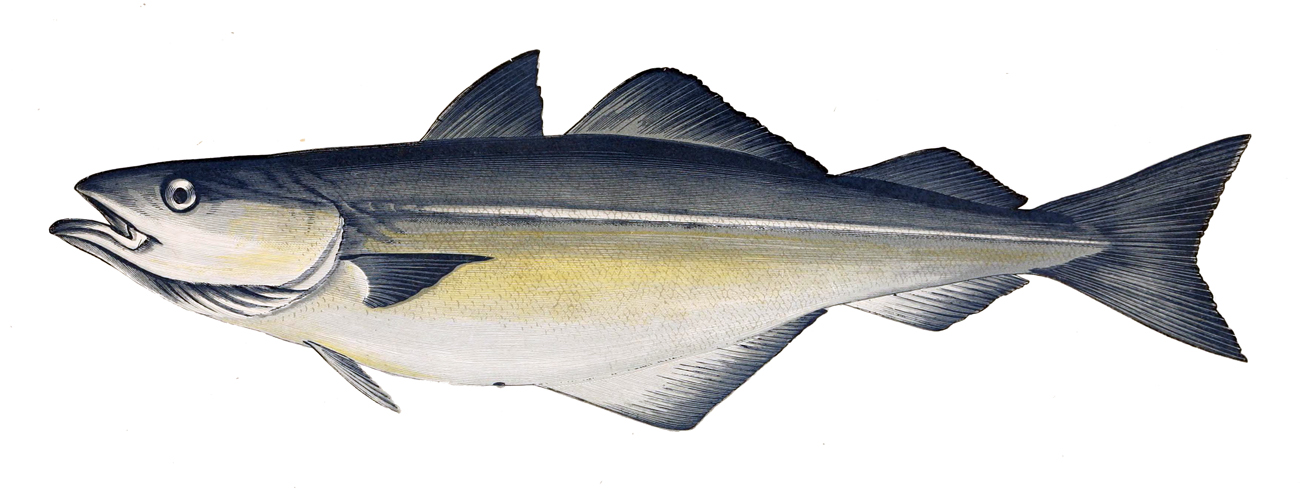
Desenho do pollachius virens por Gervais, H. e Boulart, R. Les Poissons, terceiro volume, Paris: Rothschild ed., 1877.